# Јасна пољана
54° 04′ 34″ N 37° 31′ 34″ E / 54.07611° С; 37.52611° И
Јасна пољана (рус. Я́сная Поля́на) је био дом руског писца Лава Толстоја. У овој, данас кући музеју, Толстој је био рођен, написао је познате романе Рат и мир и Ану Карењину и ту је и сахрањен. Толстој је ово место звао „неприступачним књижевним упориштем“. Јасна пољана је удаљена 12 километара југозападно од Туле и 200 километара од главног града Москве.
На иницијативу Толстојеве кћерке Александре Толстој у јуну 1921. године, имање је национализовано и формално постало Толстојев меморијални музеј. Садашњи директор музеја Владимир Толстој је, такође, један од потомака Толстоја. У музеју су изложене Толстојеве личне ствари као и библиотека која садржи 22.000 књига. У музејском комплексу се налази вила писца, школа за децу сиромашних коју је основао Толстој и парк у коме се налази Толстојев скромни гроб.

## Рана историја
Имање је првобитно било у поседу породице Картсев а крајем 18. века је купио кнез Николај Волконски, Толстојев деда, који је имање обогатио са француским парком и енглеском пејзаж баштом, као и дугим брезовим и храстовим алејама.
По смрти Николаја Волконског имање је наследила његова кћерка Марија Николајевна, мајка Лава Толстоја. Марија Николајевна и њен супруг Николај Иљич Толстој, ветеран рата против Наполеона из 1812. године, су доградили 32-собну кућу са читавом групом радних објеката, а такође су повећали парк.

## Гроб Лава Толстоја
Много пре него што је умро, Толстој је назначио место где је желео да буде сахрањен, у малом пропланку званом „место зелене гране“, поред дуге јаруге у делу старе шуме назване „Шума старог поретка“ (Старый Заказ). Назив шуме је био симболичан јер је сечење дрвећа било забрањено још од времена његовог деде, и много стабала је било старо више од стотину година. Назив „место зелене гране“ је дао Толстојев старији брат Николај, који је рекао да онај који буде пронашао чаробни штапић на том месту никада неће умрети или бити болестан. Толстој и његов брат су доста заједничког времена проводили за живота на том месту.

## Галерија
- Толстој у парку, мај 1908.
- Толстојева спаваћа соба 1910.
- Велики рибњак на имању
- Гроб Лава Толстоја